# Financije Georgea Washingtona
George Washington se općenito smatra jednim od najbogatijih predsjednika Sjedinjenih Država. Procjene se razlikuju sukladno primijenjenom načinu izračuna. Vrijednost njegove imovine od 780 tisuća dolara iznosi 594,2 milijuna dolara prema vrijednosti iz 2020. godine. Ona se uglavnom sastojala od nekretnina, a ne od novčanih sredstava, tako da se Washington može opisati kao bogat imovinom, ali siromašan gotovinom. 

## Imovina
Washington je stekao bogatstvo na nekoliko različitih načina: kroz zaposlenje kao geodet, časnik Kontinentalne vojske i Predsjednik SAD-a; ulaganjem u obveznice i korporativne dionice; prihodima od svoje plantaže Mount Vernon te imovinom koju je naslijedio od svoje obitelji, odnosno stekao ženidbom za dobrostojeću suprugu. Zahvaljujući navedenim izvorima, posjedovao je širok portfelj imovine i ulaganja, što je u znatnoj mjeri doprinijelo njegovom bogatstvu.
Kao predsjednik, primao je plaću u visini od 2 % ukupnog vladinog proračuna. Uživao je glas jednog od najuglednijih zemljoposjednika svoga vremena; njegova oporuka iz 1800. navodi 52 194 jutara zemlje namijenjene prodaji ili podjeli. Na njegovoj plantaži Mount Vernon živjelo je 316 robova, od kojih je trećina bila u njegovom osobnom vlasništvu. Bavio se uzgojem duhana, pšenice, kukuruza, lana i konoplje. Posjedovao je i upravljao najvećom destilerijom viskija u tadašnjoj Americi koja je nakon njegove smrti proizvodila gotovo 11 000 galona godišnje. Osim toga, prikupio je veliku količinu luksuznih kućnih predmeta i odjeće, dok je goste častio biranim jelima.

## Obveze
Unatoč zavidnom bogatstvu, tijekom života i karijere imao je i značajne novčane obveze. Velika porezna davanja koja su Britanci nametnuli, znatno su utjecala na njega, oduzimajući mu, prema vlastitim procjenama, čak 75 % prihoda. Umjesto da prima plaću kao vrhovni zapovjednik Kontinentalne vojske, odlučio se za nadoknadu ratnih troškova. Zbog vojne službe zanemarivao je poljoprivredne poslove. Njegov ekstravagantni stil života povlačio je za sobom česta zaduživanja u očekivanju odgovarajućih prihoda od prodaje godišnjeg uroda. Kako bi vodio svoj poljoprivredni posao, bio je, kao i mnogi zemljoposjednici, ovisan o robovskom radu. Starenjem robova došlo je i do neizbježnog opadanja priozvodnosti. U nastojanju očuvanja cjelovitosti njihovih obitelji, odbijao ih je preprodavati. U lošim gospodarskim uvjetima koji su vladali nakon Rata za neovisnost, nije mogao iznajmljivati niti prodavati svoje posjede, što ga je učinilo bogatim imovinom, ali siromašnim gotovinom. Washingtonova materijalna oskudica nastavila se i tijekom zapovjedništva nad Kontinentalnom vojskom kojoj je stalno nedostajalo novca, što je dovodilo u pitanje njenu sposobnost rasta i ponovnog naoružavanja odnosno do neuspjeha na bojnom polju. Kako bi uspio održati odgovarajuću razinu borbene spremnosti, bio je prisiljen tražiti sredstva od Francuske i drugih podupiratelja američkih ratnih napora. Po okončanju neprijateljstava i razvojačenju, nije primao nikakvu naknadu za godine provedene u vojnoj službi.